# 花纹细螯蟹
花纹细螯蟹（学名：Lybia tessellata）为扇蟹科细螯蟹属的动物。分布于日本、威克岛、马里亚纳群岛、土阿莫土群岛、吉尔伯特群岛、所罗门群岛、毛里求斯、塞舌尔群岛、留尼汪、阿尔达布拉群岛、红海以及中国大陆的西沙群岛等地，生活环境为海水，主要生活于珊瑚礁浅水中。
此生物最有趣的就是會拿著海葵當拳擊手套來防衛自己，又稱拳擊蟹、啦啦隊蟹（pom-pom crab or boxer crab）。